# Paratiberioides mandibularis
Paratiberioides mandibularis is een keversoort uit de familie Passalidae. De wetenschappelijke naam van de soort is voor het eerst geldig gepubliceerd in 1900 door Heller.